# Delectus Seminum Hortus Monac.
Delectus Seminum Hortus Monac. (abreviado Del. Sem. Hort. Monac.) es un libro con ilustraciones y descripciones botánicas que fue escrito por el botánico alemán Joseph Gerhard Zuccarini y publicado en Munich en el año 1844.